# 斯蒂芬·布拉德伯里
斯蒂芬·布拉德伯里（Steven Bradbury，1973年10月14日—），澳大利亚短道速滑运动员，为澳大利亚夺得第一枚冬奥会金牌，也是首位来自南半球国家的冬奥会金牌得主。

## 早期生平
布拉德伯里出生于悉尼，在中国教练赵元元的指导下成为短道速滑运动员。他曾在1994年冬季奥林匹克运动会上随同澳大利亚队夺得5000米接力铜牌。不久之后，他在一次世界杯比赛中大腿被冰刀严重划伤，失血4000毫升，伤口缝合花了111针，几乎丧命。2000年，他又经历了一次颈骨折断的事故，但是仍然顽强恢复，能够参加2002年冬季奥林匹克运动会。

## 幸运夺冠
在2002年冬季奥林匹克运动会上，布拉德伯里在男子短道速滑1000米預赛以小组第一名晉級，第二組四分之一决赛中僅排名第3，本已遭到淘汰，但由于同组的加拿大名将马克·加尼翁被判犯规，布拉德伯里升到第2名，得以进入半决赛。
在半决赛中，布拉德伯里在最后一圈时位居倒数第一位，并远落后于前面的四位选手，但是在最后一圈中，有三位选手互相碰撞而摔倒，布拉德伯里遂得以以小组第二名的身份进入决赛，由於同組未有摔倒的日本選手寺尾悟被判犯規，更升到第一名。赛后接受采访时他说因为自己的实力比不过对手，因此他和教练制定了不加入第一集团，而寄希望于领先者发生碰撞的比赛策略。
在决赛中，布拉德伯里从一开始就位于最后一位，但是在最后一个弯道，领先的四名选手阿波罗·大野（美国）、李佳军（中国）、安贤洙（韩国）和马蒂厄·蒂尔科特（加拿大）也同样发生碰撞而摔成一团，布拉德伯里于是从容地滑过终点拿到冠军。

## 文化影响和退役后生活
为纪念布拉德伯里的胜利，澳大利亚专门发行了一枚面值45澳分的邮票。而他幸运的夺冠历程也使其名字成為了澳洲当地俚语“doing a Bradbury”，意为因为出现意外事件而获得胜利。
布拉德伯里退役后担任体育项目评论员，并出版了传记《最后一个站着的人》。2006年，他获得了澳大利亚勋章。

## 传记
- 《斯蒂芬·布拉德伯里 最后一个站着的人》 (Steven Bradbury: Last Man Standing)，作者Gary Smart和斯蒂芬·布拉德伯里 ISBN 0-9757287-8-4, 2005.